# 曲竿竹
曲竿竹（学名：Phyllostachys flexuosa）为禾本科刚竹属下的一个种。

## 扩展阅读
- 維基物種上的相關：曲竿竹